# Puchar Świata w snowboardzie 2008/2009
Puchar Świata w snowboardzie w sezonie 2008/2009 to 15. edycja tej imprezy. Cykl rozpoczął się 7 września 2008 roku w nowozelandzkim ośrodku sportów zimowych Cardrona w zawodach halfpipe. Ostatnie zawody sezonu odbyły się natomiast 22 marca 2009 roku we włoskim Valmalenco.
Puchar Świata rozegrany został w 15 krajach i 18 miastach na 5 kontynentach. Najwięcej konkursów (4) rozegranych zostało w kanadyjskim Stoneham; Kanada jest także państwem, w którym odbyło się najwięcej zawodów - 8.
Obrońcami tytułów najlepszych zawodników Pucharu Świata byli:
- Nicolien Sauerbreij z Holandii wśród kobiet
- Benjamin Karl z Austrii wśród mężczyzn

## Mężczyźni

### Kalendarz i wyniki
| Lp  | Data                  | Miejsce         | Konkurencja                               | Zwycięzca                                 | 2. miejsce                                | 3. miejsce                                |
| 1.  | 7 września 2008       | Cardrona        | Halfpipe                                  | Kōhei Kudō                                | Ryō Aono                                  | Crispin Lipscomb                          |
| 2.  | 13 września 2008      | Chapelco        | Snowcross                                 | Pierre Vaultier                           | Stian Sivertzen                           | Mateusz Ligocki                           |
| 3.  | 10 października 2008  | Landgraaf       | Slalom                                    | Benjamin Karl                             | Adam Smith                                | Patrick Bussler                           |
| 4.  | 25 października 2008  | Londyn          | Big Air                                   | Peetu Piiroinen                           | Stefan Gimpl                              | Benedikt Nadig                            |
| 5.  | 31 października 2008  | Saas-Fee        | Halfpipe                                  | Janne Korpi                               | Kōhdai Watanabe                           | Ilkka-Eemeli Laari                        |
| 6.  | 22 listopada 2008     | Sztokholm       | Big Air                                   | Janne Korpi                               | Chris Sörman                              | Seppe Smits                               |
| 7.  | 6 grudnia 2008        | Grenoble        | Big Air                                   | Mathieu Crepel                            | Stefan Gimpl                              | Jaakko Ruha                               |
| 8.  | 13 grudnia 2008       | Limone Piemonte | Slalom                                    | Matthew Morison                           | Sylvain Dufour                            | Jasey-Jay Anderson                        |
| 9.  | 20 grudnia 2008       | Arosa           | Snowcross                                 | Seth Wescott                              | Markus Schairer                           | David Speiser                             |
| 10. | 21 grudnia 2008       | Arosa           | Slalom                                    | Siegfried Grabner                         | Roland Fischnaller                        | Žan Košir                                 |
| 11. | 6 stycznia 2009       | Kreischberg     | Slalom                                    | Siegfried Grabner                         | Simon Schoch                              | Meinhard Erlacher                         |
| 12. | 7 stycznia 2009       | Kreischberg     | Slalom                                    | Simon Schoch                              | Rok Flander                               | Žan Košir                                 |
| 13. | 10 stycznia 2009      | Bad Gastein     | Snowcross                                 | Xavier de Le Rue                          | Michal Novotný                            | Nate Holland                              |
| 14. | 11 stycznia 2009      | Bad Gastein     | Snowcross                                 | Damon Hayler                              | Markus Schairer                           | Mike Robertson                            |
| 15. | 14 stycznia 2009      | Gujō            | Halfpipe                                  | Ryō Aono                                  | Ben Mates                                 | Shi Wangcheng                             |
| MŚ  | 18 - 24 stycznia 2009 | Gangwon         | 8. Mistrzostwa Świata w Snowboardzie 2009 | 8. Mistrzostwa Świata w Snowboardzie 2009 | 8. Mistrzostwa Świata w Snowboardzie 2009 | 8. Mistrzostwa Świata w Snowboardzie 2009 |
| 16. | 31 stycznia 2009      | Sudelfeld       | Slalom                                    | Andreas Prommegger                        | Matthew Morison                           | Sylvain Dufour                            |
| 17. | 5 lutego 2009         | Bardonecchia    | Slalom                                    | Odwołany                                  | Odwołany                                  | Odwołany                                  |
| 18. | 7 lutego 2009         | Bardonecchia    | Halfpipe                                  | Mathieu Crepel                            | Nathan Johnstone                          | Iouri Podladtchikov                       |
| 19. | 13 lutego 2009        | Cypress         | Snowcross                                 | Markus Schairer                           | Mike Robertson                            | Seth Wescott                              |
| 20. | 14 lutego 2009        | Cypress         | Halfpipe                                  | Shaun White                               | Ryō Aono                                  | Iouri Podladtchikov                       |
| 21. | 15 lutego 2009        | Cypress         | Slalom                                    | Odwołany                                  | Odwołany                                  | Odwołany                                  |
| 22. | 19 lutego 2009        | Stoneham        | Snowcross                                 | Markus Schairer                           | Jonathan Cheever                          | Seth Wescott                              |
| 23. | 20 lutego 2009        | Stoneham        | Halfpipe                                  | Jeff Batchelor                            | Brad Martin                               | Markus Malin                              |
| 24. | 21 lutego 2009        | Stoneham        | Big Air                                   | Stefan Gimpl                              | Marko Grilc                               | Seppe Smits                               |
| 25. | 22 lutego 2009        | Stoneham        | Slalom                                    | Benjamin Karl                             | Siegfried Grabner                         | Andreas Prommegger                        |
| 26. | 26 lutego 2009        | Sunday River    | Slalom                                    | Benjamin Karl                             | Siegfried Grabner                         | Jasey-Jay Anderson                        |
| 27. | 28 lutego 2009        | Sunday River    | Snowcross                                 | Graham Watanabe                           | Lukas Grüner                              | Ross Powers                               |
| 28. | 7 marca 2009          | Moskwa          | Big Air                                   | Stefan Gimpl                              | Thomas Franc                              | Marko Grilc                               |
| 29. | 13 marca 2009         | La Molina       | Snowcross                                 | Markus Schairer                           | Nick Baumgartner                          | François Boivin                           |
| 30. | 14 marca 2009         | La Molina       | Halfpipe                                  | Markus Keller                             | Louie Vito                                | Steven Fisher                             |
| 31. | 15 marca 2009         | La Molina       | Slalom                                    | Jasey-Jay Anderson                        | Benjamin Karl                             | Andreas Prommegger                        |
| 32. | 20 marca 2009         | Valmalenco      | Snowcross                                 | Michal Novotný                            | Nick Baumgartner                          | David Speiser                             |
| 33. | 21 marca 2009         | Valmalenco      | Halfpipe                                  | Gary Zebrowski                            | Nathan Johnstone                          | Zheng Xiaoye                              |
| 34. | 22 marca 2009         | Valmalenco      | Slalom                                    | Jasey-Jay Anderson                        | Benjamin Karl                             | Siegfried Grabner                         |

### Klasyfikacje
| Lp.   | Zawodnik           | Punkty |
| ----- | ------------------ | ------ |
| 1.    | Siegfried Grabner  | 5520   |
| 2.    | Markus Schairer    | 5450   |
| 3.    | Benjamin Karl      | 5000   |
| 4.    | Jasey-Jay Anderson | 4882   |
| 5.    | Andreas Prommegger | 4150   |
| 6.    | Stefan Gimpl       | 4100   |
| 7.    | Simon Schoch       | 4090   |
| 8.    | Seth Wescott       | 3900   |
| 9.    | Matthew Morison    | 3670   |
| 10.   | Roland Fischnaller | 3480   |
| . . . |                    |        |
| 96.   | Mateusz Ligocki    | 802    |
| 141.  | Michał Ligocki     | 476    |
| 248.  | Maciej Jodko       | 100    |
| 269.  | Jakub Dytkowski    | 65     |
| 369.  | Michał Gaczorek    | 16     |
| 378.  | Marcin Bocian      | 12     |

| Lp. | Zawodnik           | Punkty |
| --- | ------------------ | ------ |
| 1.  | Siegfried Grabner  | 5520   |
| 2.  | Benjamin Karl      | 5000   |
| 3.  | Jasey-Jay Anderson | 4710   |
| 4.  | Andreas Prommegger | 4150   |
| 5.  | Simon Schoch       | 4090   |
| 6.  | Matthew Morison    | 3670   |
| 7.  | Roland Fischnaller | 3480   |
| 8.  | Sylvain Dufour     | 3270   |
| 9.  | Daniel Biveson     | 3080   |
| 10. | Rok Flander        | 2499   |

| Lp.   | Zawodnik         | Punkty |
| ----- | ---------------- | ------ |
| 1.    | Markus Schairer  | 5450   |
| 2.    | Seth Wescott     | 3900   |
| 3.    | Nick Baumgartner | 3400   |
| 4.    | Michal Novotný   | 3150   |
| 5.    | Mike Robertson   | 3020   |
| 6.    | Jonathan Cheever | 2820   |
| 7.    | Nate Holland     | 2770   |
| 8.    | Graham Watanabe  | 2670   |
| 9.    | Robert Fagan     | 2570   |
| 10.   | François Boivin  | 2360   |
| . . . |                  |        |
| 27.   | Mateusz Ligocki  | 802    |
| 59.   | Maciej Jodko     | 100    |
| 90.   | Michał Gaczorek  | 16     |
| 95.   | Marcin Bocian    | 12     |

| Lp.   | Zawodnik           | Punkty |
| ----- | ------------------ | ------ |
| 1.    | Ryō Aono           | 2600   |
| 2.    | Nathan Johnstone   | 2310   |
| 3     | Gary Zebrowski     | 2159   |
| 4.    | Sergio Berger      | 1850   |
| 4.    | Kazu’umi Fujita    | 1850   |
| 6.    | Ilkka-Eemeli Laari | 1760   |
| 7.    | Mathieu Crepel     | 1690   |
| 8.    | Kōdai Watanabe     | 1650   |
| 9.    | Zheng Xiaoye       | 1629   |
| 10.   | Ben Mates          | 1440   |
| . . . |                    |        |
| 42.   | Michał Ligocki     | 476    |
| 90.   | Jakub Dytkowski    | 65     |

| Lp. | Zawodnik          | Punkty |
| --- | ----------------- | ------ |
| 1.  | Stefan Gimpl      | 4100   |
| 2.  | Marko Grilc       | 1640   |
| 3.  | Peetu Piiroinen   | 1450   |
| 4.  | Seppe Smits       | 1200   |
| 5.  | Thomas Franc      | 1145   |
| 6.  | Jaakko Ruha       | 1120   |
| 7   | Per-Iver Grimsrud | 1082   |
| 8.  | Janne Korpi       | 1036   |
| 9.  | Michael Macho     | 1010   |
| 10. | Mathieu Crepel    | 1000   |

## Kobiety

### Kalendarz i wyniki
| Lp  | Data                  | Miejsce         | Konkurencja                               | Zwyciężczyni                              | 2. miejsce                                | 3. miejsce                                |
| 1.  | 7 września 2008       | Cardrona        | Halfpipe                                  | Shiho Nakashima                           | Sina Candrian                             | Linn Haug                                 |
| 2.  | 13 września 2008      | Chapelco        | Snowcross                                 | Lindsey Jacobellis                        | Mellie Francon                            | Maëlle Ricker                             |
| 3.  | 10 października 2008  | Landgraaf       | Slalom                                    | Doris Günther                             | Heidi Neururer                            | Nicolien Sauerbreij                       |
| 4.  | 31 października 2008  | Saas-Fee        | Halfpipe                                  | Liu Jiayu                                 | Shiho Nakashima                           | Sophie Rodriguez                          |
| 5.  | 14 grudnia 2008       | Limone Piemonte | Slalom                                    | Doris Günther                             | Kimiko Zakreski                           | Anke Karstens                             |
| 6.  | 20 grudnia 2008       | Arosa           | Snowcross                                 | Sandra Frei                               | Helene Olafsen                            | Nelly Moenne-Loccoz                       |
| 7.  | 21 grudnia 2008       | Arosa           | Slalom                                    | Heidi Neururer                            | Michelle Gorgone                          | Isabella Laböck                           |
| 8.  | 6 stycznia 2009       | Kreischberg     | Slalom                                    | Doris Günther                             | Tomoka Takeuchi                           | Claudia Riegler                           |
| 9.  | 7 stycznia 2009       | Kreischberg     | Slalom                                    | Amelie Kober                              | Tomoka Takeuchi                           | Heidi Neururer                            |
| 10. | 10 stycznia 2009      | Bad Gastein     | Snowcross                                 | Sandra Frei                               | Deborah Anthonioz                         | Lindsey Jacobellis                        |
| 11. | 11 stycznia 2009      | Bad Gastein     | Snowcross                                 | Lindsey Jacobellis                        | Dominique Maltais                         | Zoe Gillings                              |
| 12. | 14 stycznia 2009      | Gujō            | Halfpipe                                  | Liu Jiayu                                 | Sun Zhifeng                               | Sōko Yamaoka                              |
| MŚ  | 18 - 24 stycznia 2009 | Kangwŏn         | 8. Mistrzostwa Świata w Snowboardzie 2009 | 8. Mistrzostwa Świata w Snowboardzie 2009 | 8. Mistrzostwa Świata w Snowboardzie 2009 | 8. Mistrzostwa Świata w Snowboardzie 2009 |
| 13. | 31 stycznia 2009      | Sudelfeld       | Slalom                                    | Doris Günther                             | Amelie Kober                              | Nicolien Sauerbreij                       |
| 14. | 5 lutego 2009         | Bardonecchia    | Slalom                                    | Odwołany                                  | Odwołany                                  | Odwołany                                  |
| 15. | 7 lutego 2009         | Bardonecchia    | Halfpipe                                  | Kelly Clark                               | Hannah Teter                              | Gretchen Bleiler                          |
| 16. | 13 lutego 2009        | Cypress         | Snowcross                                 | Lindsey Jacobellis                        | Olivia Nobs                               | Helene Olafsen                            |
| 17. | 14 lutego 2009        | Cypress         | Halfpipe                                  | Kelly Clark                               | Liu Jiayu                                 | Hannah Teter                              |
| 18. | 15 lutego 2009        | Cypress         | Slalom                                    | Odwołany                                  | Odwołany                                  | Odwołany                                  |
| 19. | 19 lutego 2009        | Stoneham        | Snowcross                                 | Lindsey Jacobellis                        | Mellie Francon                            | Maëlle Ricker                             |
| 20. | 20 lutego 2009        | Stoneham        | Halfpipe                                  | Sōko Yamaoka                              | Shiho Nakashima                           | Rana Okada                                |
| 21. | 22 lutego 2009        | Stoneham        | Slalom                                    | Amelie Kober                              | Tomoka Takeuchi                           | Doris Günther                             |
| 22. | 26 lutego 2009        | Sunday River    | Slalom                                    | Amelie Kober                              | Tomoka Takeuchi                           | Alexa Loo                                 |
| 23. | 28 lutego 2009        | Sunday River    | Snowcross                                 | Maëlle Ricker                             | Helene Olafsen                            | Mellie Francon                            |
| 24. | 13 marca 2009         | La Molina       | Snowcross                                 | Lindsey Jacobellis                        | Sandra Frei                               | Dominique Maltais                         |
| 25. | 14 marca 2009         | La Molina       | Halfpipe                                  | Kjersti Buaas                             | Liu Jiayu                                 | Elena Hight                               |
| 26. | 15 marca 2009         | La Molina       | Slalom                                    | Amelie Kober                              | Marion Kreiner                            | Michelle Gorgone                          |
| 27. | 20 marca 2009         | Valmalenco      | Snowcross                                 | Maëlle Ricker                             | Dominique Maltais                         | Zoe Gillings                              |
| 28. | 21 marca 2009         | Valmalenco      | Halfpipe                                  | Liu Jiayu                                 | Holly Crawford                            | Sarah Conrad                              |
| 29. | 22 marca 2009         | Valmalenco      | Slalom                                    | Amelie Kober                              | Caroline Calvé                            | Doris Günther                             |

### Klasyfikacje
| Lp.   | Zawodniczka        | Punkty |
| ----- | ------------------ | ------ |
| 1.    | Doris Günther      | 7130   |
| 2.    | Lindsey Jacobellis | 6390   |
| 3.    | Amelie Kober       | 6232   |
| 4.    | Maëlle Ricker      | 5100   |
| 4.    | Liu Jiayu          | 5100   |
| 6.    | Tomoka Takeuchi    | 4670   |
| 7.    | Aleksandra Żekowa  | 4560   |
| 8.    | Sandra Frei        | 4510   |
| 9.    | Helene Olafsen     | 4202   |
| 10.   | Dominique Maltais  | 4080   |
| . . . |                    |        |
| 87.   | Paulina Ligocka    | 580    |
| 107.  | Karolina Sztokfisz | 354    |
| 141.  | Joanna Zając       | 110    |
| 147.  | Aleksandra Król    | 88     |
| 174.  | Karolina Jasion    | 19     |
| 174.  | Barbara Stachoń    | 19     |

| Lp.   | Zawodniczka         | Punkty |
| ----- | ------------------- | ------ |
| 1.    | Amelie Kober        | 6232   |
| 2.    | Doris Günther       | 6070   |
| 3.    | Tomoka Takeuchi     | 4670   |
| 4.    | Claudia Riegler     | 3860   |
| 5.    | Nicolien Sauerbreij | 3630   |
| 6.    | Heidi Neururer      | 3480   |
| 7.    | Marion Kreiner      | 3310   |
| 8.    | Michelle Gorgone    | 3035   |
| 9.    | Isabella Laböck     | 2730   |
| 10.   | Joh Shaw            | 2582   |
| . . . |                     |        |
| 36.   | Karolina Sztokfisz  | 354    |
| 47.   | Aleksandra Król     | 88     |
| 62.   | Karolina Jasion     | 19     |
| 62.   | Barbara Stachoń     | 19     |

| Lp. | Zawodniczka        | Punkty |
| --- | ------------------ | ------ |
| 1.  | Lindsey Jacobellis | 6390   |
| 2.  | Maëlle Ricker      | 5100   |
| 3.  | Sandra Frei        | 4510   |
| 4.  | Dominique Maltais  | 4080   |
| 5.  | Helene Olafsen     | 3670   |
| 5.  | Zoe Gillings       | 3670   |
| 7.  | Mellie Francon     | 3630   |
| 8.  | Aleksandra Żekowa  | 3020   |
| 9.  | Déborah Anthonioz  | 2570   |
| 10. | Olivia Nobs        | 2270   |

| Lp.   | Zawodniczka            | Punkty |
| ----- | ---------------------- | ------ |
| 1.    | Liu Jiayu              | 5100   |
| 2.    | Shiho Nakashima        | 3320   |
| 3     | Sophie Rodriguez       | 2270   |
| 3.    | Sōko Yamaoka           | 2270   |
| 5.    | Kjersti Buaas          | 2220   |
| 6.    | Anne Sophie Pellissier | 2040   |
| 7.    | Holly Crawford         | 2010   |
| 8.    | Kelly Clark            | 2000   |
| 9.    | Andrea Schuler         | 1960   |
| 10.   | Queralt Castellet      | 1550   |
| . . . |                        |        |
| 31.   | Paulina Ligocka        | 580    |
| 56.   | Joanna Zając           | 110    |